# سنديان دغيلي
سنديان دغيلي (الاسم العلمي: Quercus dumosa)، نوع نبات من جنس السنديان وفصيلة الزانية. موطنه ولاية باها كاليفورنيا وكاليفورنيا. وهو مهدد فقدان موائله.